# HeartY
『HeartY』（ハーティー）は、HYのインディーズデビュー後5枚目のアルバム。2008年4月16日にリリース。

## 解説
前作、『Confidence』から約2年ぶりとなる、通算5枚目のオリジナルアルバム。
「青い地球」「未来」「366日」は、PVが製作された。
この作品のみ作詞作曲のクレジットが漢字表記である。
「366日」はYouTube Japanでインディーズ歌手としては初となる単独再生回数1000万回を突破した。日本音楽著作権協会（JASRAC）の著作権使用料分配額（国内作品）ランキングでは、「366日」が2019年度の年間10位を獲得した。
2024年2月29日には、仲宗根泉と新里英之がボーカルを務める新バージョン「366日 (Official Duet ver.)」を配信でリリース。4月8日から6月17日までフジテレビ月9枠で「366日」をモチーフにしたテレビドラマ『366日』（主演：広瀬アリス）が放送された。主題歌として各話ごとに別の歌手とデュエット歌唱したバージョンが使用されている（デュエット歌唱者については366日 (テレビドラマ)#スタッフを参照）。

## 収録曲
| #         | タイトル                     | 作詞               | 作曲               | 時間  |
| --------- | ---------------------------- | ------------------ | ------------------ | ----- |
| 1.        | 「散歩に行こう」             | 名嘉俊・仲宗根泉   | 名嘉俊             | 4:59  |
| 2.        | 「未来」                     | 名嘉俊             | 名嘉俊             | 4:18  |
| 3.        | 「小さな優しさ」             | 宮里悠平           | 宮里悠平           | 5:06  |
| 4.        | 「ベンジャミンベンジャミン」 | 新里英之・仲宗根泉 | 新里英之・仲宗根泉 | 5:25  |
| 5.        | 「Cheaters」                 | 仲宗根泉           | 仲宗根泉・名嘉俊   | 6:34  |
| 6.        | 「Y&I」                      | 宮里悠平・仲宗根泉 | 宮里悠平・仲宗根泉 | 7:45  |
| 7.        | 「二階の奥の部屋」           | 新里英之           | 新里英之           | 4:46  |
| 8.        | 「0453」                     | 名嘉俊             | 名嘉俊             | 4:52  |
| 9.        | 「出会い」                   | 宮里悠平           | 宮里悠平           | 4:30  |
| 10.       | 「この子達のために」         | 新里英之           | 新里英之           | 3:40  |
| 11.       | 「ビLOカナVEナスエル」       | 仲宗根泉           | 仲宗根泉           | 6:29  |
| 12.       | 「366日」                    | 仲宗根泉           | 仲宗根泉           | 5:52  |
| 13.       | 「青い地球」                 | 新里英之           | 新里英之           | 6:27  |
| 合計時間: | 合計時間:                    | 合計時間:          | 合計時間:          | 70:43 |

1. 散歩に行こう
2. 未来
  - リードトラック
3. 小さな優しさ
4. ベンジャミンベンジャミン
5. Cheaters
6. Y&I
7. 二階の奥の部屋
8. 0453
9. 出会い
10. この子達のために
11. ビLOカナVEナスエル
  - 曲名の意味はビーナスLOVEカナエル
12. 366日
フジテレビ系ドラマ・松竹系配給映画『赤い糸』主題歌
キリン午後の紅茶「あいたいって、あたためたいだ。18冬篇」CM曲（上白石萌歌がカバー。）
ファンの手紙を元に制作された失恋ソングであり、制作時好きなのに別れるという経験がなかったという作詞作曲をした仲宗根が、当時付き合っていた男性と一時的に別れ実体験の痛みを歌詞に綴ったという逸話がある[3]。
13. 青い地球

## 演奏
- 篠崎正嗣、城戸喜代、篠崎兄、寺岡有希子、吉田翔平、三又治彦：1st Violin (#12)
- 田尻順、清水醍輝、丹羽洋輔、相原清乃：2nd Violin (#12)
- 井野邉大輔、飛澤浩人、成瀬かおり：Viola (#12)
- 菊地知也、朝吹元、篠崎央彡：Cello (#12)
- 伊東たけし (T-SQUARE)：Alto Sax (#12)
- 西村浩二、菅坂雅彦：Trumpet (#1)
- 村田陽一：Trombone (#1)
- 山本拓夫：Tenor Sax (#1)
- 西脇辰弥：Chromatic Harmonica (#3)
- 高橋智久：Oboe (#6)
- 篠崎正嗣：二胡(#11)

## 「366日」収録作品
| 発売日         | タイトル                                           | 規格品番               |
| -------------- | -------------------------------------------------- | ---------------------- |
| 2009年01月21日 | DVD『HY PACHINAI×5 MAGGY HAKODE TOUR'08&Nartyche』 | HYBK-10007             |
| 2011年01月21日 | 『ラブ・コレクション』                             | DLRP-219               |
| 2012年07月04日 | DVD『HY TI-CHI TA-CHI MI-CHI PARADE TOUR 2012』    | HYBK-10010             |
| 2012年12月12日 | 『想いでソングス〜Special Diary〜』                | MCAS-0007              |
| 2013年02月13日 | 『神アゲベスト48〜オールジャンル選手権〜』         | MCAS-0011              |
| 2013年12月25日 | 『胸がギュッとなる恋MIX』                          | VISMIX-1               |
| 2014年02月26日 | ベストアルバム『HY SUPER BEST』                    | AVCD-38916B AVCD-38918 |
| 2014年12月03日 | ベストアルバム『HY LOVERS BEST』                   | AVCD-93006             |
| 2015年09月02日 | 『Urban Night Lounge presents J-R&B DRIVING』      | SMCD-0017              |

## 「366日」カバー
| 発売日         | タイトル                                                                    | 規格品番                                                  |
| -------------- | --------------------------------------------------------------------------- | --------------------------------------------------------- |
| 2009年07月04日 | LOVEISLE『LOVEISLE』                                                        | DQCL-1250                                                 |
| 2010年03月10日 | 東京佼成ウインドオーケストラ『エムハチのブラバン!スーパーヒッツ VOL.1』     | UICZ-4222                                                 |
| 2010年03月31日 | えびすみほ『えびすレゲエ 姫歌』                                             | GSCC-0001                                                 |
| 2010年08月04日 | ジェニファー『LOVEISLE SWEET』                                              | MHCL-1799                                                 |
| 2012年09月12日 | 清水翔太 feat. 仲宗根泉（HY）『366日』(カバーシングル)                      | SRCL-8108 SRCL-8110                                       |
| 2013年01月25日 | 広橋真紀子、久米由基『リラクシング・ピアノ〜ラブ・ソングス』                | DLRP-222                                                  |
| 2014年09月03日 | Moonlight Jazz Blue『カフェで流れるラブバラード20 SWEET JAZZ PIANO COVERS』 | SCCD-0306                                                 |
| 2015年01月01日 | May J.『May J. W BEST -Original & Covers-』                                 | RZCD-59769B RZCD-59771B RZCD-59773B RZCD-59775 RZCD-59777 |
| 2015年06月03日 | クリス・ハート『Heart Song III』                                            | UMCK-9740 UMCK-1509                                       |
| 2015年12月02日 | Super Junior-K.R.Y.『SUPER JUNIOR-K.R.Y. JAPAN TOUR 2015 -phonograph-』     | AVBK-79290 AVBK-79292 AVBK-79294                          |
| 2016年01月20日 | 林そよか『恋するピアノ』                                                    | COCQ-85283                                                |
| 2016年5月25日  | 夏代孝明『クロノグラフ』                                                    |                                                           |
| 2016年10月05日 | 上白石萌音『chouchou』                                                      | PCCA-04426                                                |
| 2016年12月21日 | 『テレビ東京系「THEカラオケ★バトル」BEST ALBUM』                            | PCCA-04463                                                |
| 2020年07月01日 | ハラミちゃん『ハラミ定食〜Streetpiano Collection〜』                        | AVCD-96505                                                |
| 2022年09月14日 | 川崎鷹也『白』                                                              | WPZL-31994/5 WPCL-13399                                   |
| 2025年4月30日  | 竹渕慶 『この歌をあなたに』                                                 | POCS-23061                                                |